# Selección femenina de sóftbol sub-17 de China Taipéi
La Selección femenina de sóftbol sub-17 de China Taipéi es el equipo nacional juvenil sub-17 de China Taipéi. El equipo compitió en el Campeonato Mundial de Sóftbol Femenino Sub-19 de 1985 en Fargo, Dakota del Norte, donde terminaron cuartos. El equipo compitió en el Campeonato Mundial de Sóftbol Femenino Sub-19 de 1987 en Oklahoma City, Oklahoma, donde terminaron quinto. El equipo compitió en el Campeonato Mundial de Sóftbol Femenino Sub-19 de 1991 en Adelaida, Australia, donde tuvieron 6 victorias y 5 derrotas. El equipo compitió en el Campeonato Mundial de Sóftbol Femenino Sub-19 de 1995 en Normal, Illinois, donde terminaron cuartos. El equipo compitió en el Campeonato Mundial de Sóftbol Femenino Sub-19 de1999 en Taipéi, Taiwán, donde terminaron terceros. El equipo compitió en el Campeonato Mundial de Sóftbol Femenino Sub-19 de 2003 en Nankín, China, donde terminaron quinto. El equipo compitió en el Campeonato Mundial de Sóftbol Femenino Sub-19 de 2007 en Enschede, Países Bajos donde terminaron octavos. El equipo compitió en el Campeonato Mundial de Sóftbol Femenino Sub-19 de 2011 en Ciudad del Cabo, Sudáfrica, donde terminaron terceros.

## Participaciones
| Año  | Sede            | Pos.           |
| ---- | --------------- | -------------- |
| 1981 | Edmonton        | No participó   |
| 1985 | Fargo           | 4°             |
| 1987 | Oklahoma City   | 5°             |
| 1991 | Adelaida        | Fase de grupos |
| 1995 | Normal          | 4°             |
| 1999 | Taipéi          | 3°             |
| 2003 | Nankín          | 5°             |
| 2007 | Enschede        | 8°             |
| 2011 | Ciudad del Cabo | 3°             |
| 2013 | Brampton        | No participó   |
| 2015 | Oklahoma City   | No participó   |
| 2017 | Clearwater      | No participó   |
| 2019 | Irvine          | No participó   |
| 2021 | Lima            | No participó   |